# 郭林祥
郭林祥（1914年9月—2010年4月25日），江西永豐人。曾任中共中央軍事委員會紀律檢查委員會書記，中國人民解放軍上將軍銜。

## 生平
- 1914年出生於江西
- 1930年加入中國工農紅軍，時年十六歲。
- 1933年由中國共產主義青年團轉加入中國共產黨。並出任八路軍總部特務團政委。
- 1949年出任川北軍區副政委。
- 1955年被授予少將軍銜。
- 文化大革命被「靠邊站」。
- 1973年，發生林彪叛逃事件後復出，出任中國人民解放軍總後勤部政委。
- 1980年接替廖漢生，出任南京軍區第一政委。
- 1985年被增選為中共中央顧問委員會委員。
- 1987年出任中共十三大代表資格審查委員會副主任，並當選中共中央紀律檢查委員會常務委員，並被任命為中共中央軍事委員會紀律檢查委員會書記，負責整頓軍紀。
- 1988年被授予中國人民解放軍上將軍銜。
- 1992年退役。
- 2010年4月25日在北京逝世[2]。